# Landwirtschaftliche Winterschule
Eine landwirtschaftliche Winterschule ist eine Fachschule in den Berufen Landwirt und ländliche Hauswirtschaft. Heute sind die meisten Winterschulen, in denen nur von den Monaten November bis März unterrichtet wird, von Fachschulen mit ganzjährigem Unterricht abgelöst worden.

## Geschichte

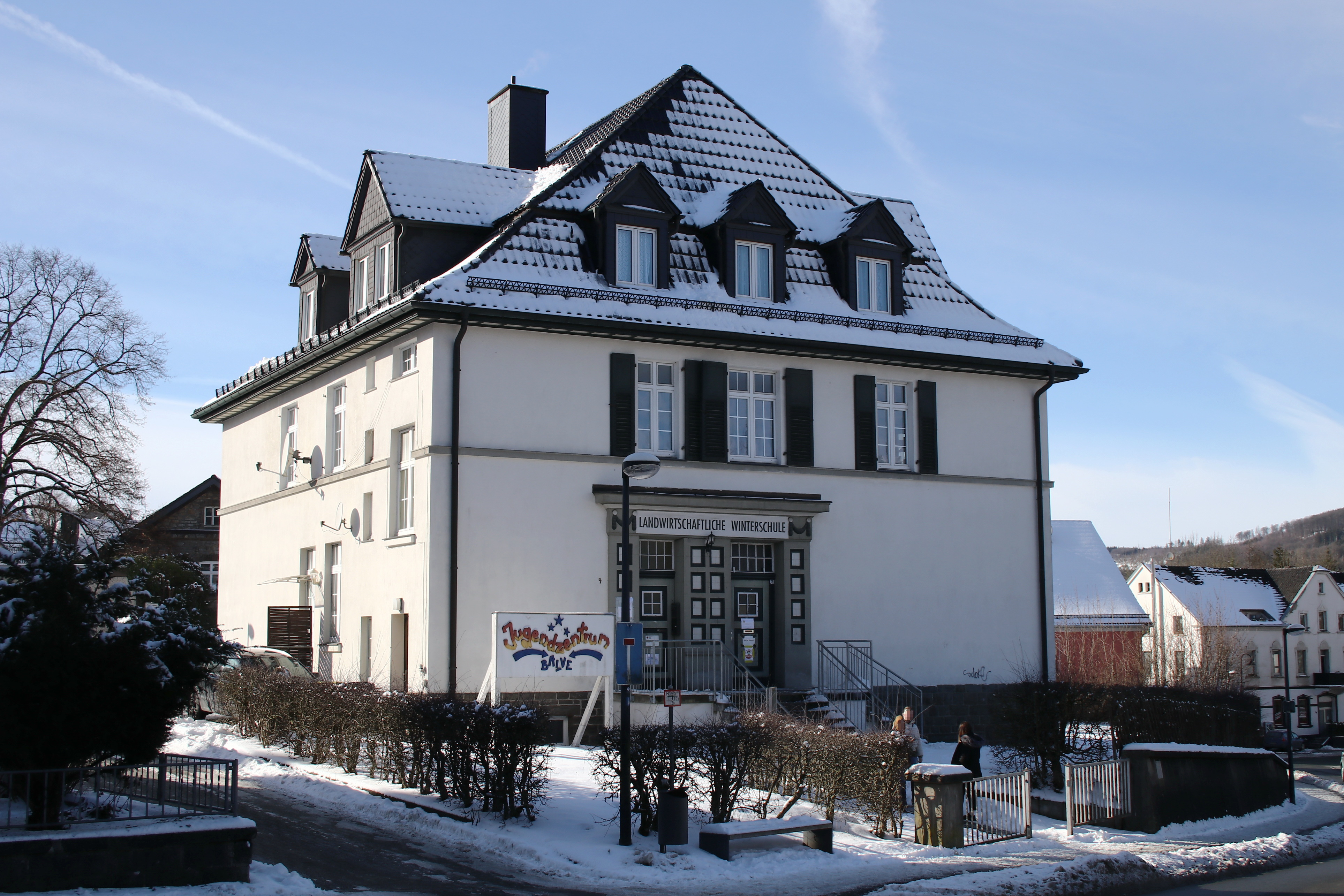
Gebäude der ehemaligen Landwirtschaftlichen Schule des Kreises Arnsberg zu Balve in Westfalen

Mit der Entwicklung der modernen Agrarwissenschaft durch Albrecht Daniel Thaer waren die theoretischen Grundlagen für eine leistungsfähige Landwirtschaft geschaffen. Schon 1806 gründete Thaer die erste Schule, die Landwirtschaftliche Akademie Möglin, in der er angehenden Landwirten die moderne Lehre der Agrarwirtschaft und Agrarökonomie vermittelte. Diese Akademie war wie weitere in den folgenden Jahren gegründete ihrer Art einer Universität angegliedert und als solche organisatorisch vergleichbar mit heutigen Instituten. Trotz teilweise niedriger Zugangsbedingungen, an der Königlich landwirtschaftlichen Akademie Eldena genügte beispielsweise für ausländische Studenten ein Führungszeugnis und die Einverständniserklärung des Sorgeberechtigten sowie des Direktors der Akademie, legten sie Wert auf akademische Bildung. Die ersten Studenten waren spätere Leiter von Gutshöfen.
Mit dem Bevölkerungswachstum ab Mitte des 19. Jahrhunderts stiegen auch die Anforderungen an die Leistungsfähigkeit der Landwirtschaft. Die zunehmende Industrialisierung bot immer mehr Menschen eine alternative Einkommensquelle zu den althergebrachten wie Landwirtschaft und Handwerk. Zudem wuchs der Flächenverbrauch durch wachsende Industrie und Bevölkerung. Zudem entwickelte sich zunehmend die Lebensmittelindustrie, die ganz andere Anforderungen an landwirtschaftliche Produkte stellte. Für die breite Schicht der Landwirte entstanden um 1850 die ersten Landwirtschaftsschulen. 1844 wurde im Königreich Sachsen die erste Landwirtschaftsschule in Chemnitz eröffnet. Dieser folgten in den nächsten Jahren weitere, welche ab 1875 auf Winterunterricht umgestellt wurden. Einen maßgeblichen Anteil an der Fort- und Weiterbildung hatten auch die zu dieser Zeit gegründeten Berufsvereine.
In der Mitte des 19. Jahrhunderts entstanden auch in anderen deutschen Ländern landwirtschaftlichen Winterschulen. Sie sollten üblicherweise in ein bis zwei Winterhalbjahren Fachwissen an etwa 15-jährige Knaben vermitteln, welche meist aus Familien von kleineren und mittleren Grundbesitzern stammten. Voraussetzung waren der erfolgreiche Abschluss der Volksschule und eine gewisse Zeit praktischer Arbeit in einem landwirtschaftlichen Betrieb. Da der Arbeitsaufwand in den landwirtschaftlichen Betrieben von Frühjahr bis Herbst sehr groß und die Mechanisierung nur gering entwickelt war, wurden alle verfügbaren Kräfte im Betrieb benötigt. Deshalb fand die Schule nur in den Wintermonaten von November bis März statt.

## Ländliche Haushaltskurse
In vielen Schulen wurden auch Mädchen unterrichtet und auf eine Rolle im landwirtschaftlichen Haushalt vorbereitet. Bereits in den 1870er Jahren hatten einige Frauenvereine sogenannte Haushaltungsanstalten eingerichtet. Der 1859 von Großherzogin Louise mitbegründete badische Frauenverein galt in der Beziehung als bahnbrechend. 1886 wurde in Pforzheim eine erste Haushaltungsschule eingerichtet. In Baden, genauer gesagt Schopfheim 1885 gab es auch die ersten Wanderkochkurse. Diese fanden vor allem in den Wintermonaten (vgl. Winterschule) statt, die Frauenvereine stellten Lehrerin und die (mobile) Küchenausrüstung. Mit einem zunehmenden Interesse der Kommunen und Regionalbehörden wurden die Kurse länger durchgeführt und so auch nachhaltiger wirksam. Die Wanderschulen verloren in Baden mit den zunehmenden vorhandenen festen Einrichtungen bereits vor dem Ersten Weltkrieg an Wichtigkeit, während sie in Bayern dann erst systematisch ausgebaut wurden.  Unter anderem Absolventinnen der Wirtschaftlichen Frauenschulen in Miesbach waren mit Lehrküchen in Altbayern unterwegs und vermittelten in der kalten Jahreszeit entsprechende Inhalte. Aus einer zugehörigen Rezeptsammlung entstand unter anderem das „Bayerische Kochbuch“.

## Wandel
Der Beruf des Landwirtes stellte zunehmend höhere Anforderungen an eine umfangreichere Ausbildung. In der zweiten Hälfte des 20. Jahrhunderts wurden deshalb viele Winterschulen zu Berufs- oder Fachschulen umgewandelt.